# Probering
Probering (af latin: probare – prøve) er betegnelsen for en undersøgelse af de værdifulde bestanddele af en genstand, især indholdet af sølv og guld. Når probering skal have juridisk gyldighed foretages den af en probermester.
En foreløbig probering af sølv opnås ved, at man stryger genstanden mod en probersten – kaldet den lydiske sten, som er en sort finkornet kiselsten – og sammenligne strøget med probernåle af kendt lødighed. En mere nøjagtig probering af sølv foregår ved afdrivning, hvilket betyder at metallet smeltes og iltes, hvorved uædle metaller fjernes og sølvet bliver tilbage.
Probering af sølv kan også foregå ved en titrering, hvor sølvet fældes af en opløsning som klorsølv ved tilsætning af kogesalt af en kendt styrkegrad.
Ved probering af guld på proberstenen behandles strøget med salpetersyre, som opløser de andre metaller. Ved afdrivning af guld legeres først med sølv i ca. 3 gange guldets vægt. Efter afdrivningen opløses sølvet, så kun guldet er tilbage.